# Giuseppe Benedetto Dusmet
O Beato Giuseppe Benedetto Dusmet (15 de agosto de 1818 - 4 de abril de 1894) - nascido Giuseppe Dusmet - foi um cardeal católico romano italiano que serviu como arcebispo de Catania de 1867 até sua morte. Ele se tornou professo na Ordem de São Bento, onde tomou "Benedetto" como seu nome religioso. Ele estudou com os beneditinos antes de se juntar a eles antes de servir como professor, além de prior e abade. Sua elevação ao episcopado o viu se distinguir nas epidemias de cólera , quando cuidava dos doentes, ao mesmo tempo em que era um forte defensor dos pobres de sua arquidiocese. Ele permaneceu beneditino e era conhecido por continuar usando o hábito beneditino, em vez das regalia do cardeal vermelho.
Sua beatificação foi celebrada em 25 de setembro de 1988.

## Vida

### Educação
Giuseppe Dusmet nasceu em Palermo em 1818 como o primeiro de seis filhos dos nobres Luigi Dusmet e Maria dei Dragonetti. Sua casa pode ser rastreada até Flandres, na Bélgica. Dusmet foi batizado poucas horas após seu nascimento na catedral arquidiocesana como "Giuseppe Maria Giacomo Filippo Lupo Domenico Antonio Rosolino Melchiorre Francesco de Paola Benedetto Gennaro". Ele seria chamado de Melchiorre em casa. Seus irmãos eram:
- Marianna
- Carlo
- Tommaso
- Diomede
- Raffaele

Seus dois tios maternos Vincenzo e Leopoldo Dragonetti eram ambos monges da Ordem de São Bento.
Dusmet foi educado no convento de San Martino delle Scales, em Monreale, desde 1824. Foi nessa época que os Dusmet se mudaram para Nápoles e seu pai o fez voltar para lá em 1832, pois temia que a exposição no convento significasse que seu filho abrigaria o desejo. seguir um caminho eclesial. Mas Dusmet voltou para a escola em 1834, quando seu pai percebeu que não podia mudar a vocação de seu filho. Mais tarde, ele ensinou estudos filosóficos e teológicos em casas beneditinas. Ele entrou nos beneditinos de Monte Cassino e escolheu o nome "Benedetto" como seu nome do meio depois de professar seus votos formais em 15 de agosto de 1840 nas mãos de Eugenio Villaraut.Em preparação para sua profissão, ele fez um retiro onde o pregador era o futuro cardeal Michelangelo Celesia que se tornou seu amigo por toda a vida.

### Sacerdócio
Ele recebeu o subdiaconado do arcebispo Domenico Balsamo em 11 de outubro de 1840 no palácio arquiepiscopal e mais tarde recebeu o diaconado do mesmo prelado no mesmo local em 15 de novembro de 1840. Foi ordenado ao sacerdócio em 18 de setembro de 1841 e teve que receber uma dispensação especial a ser ordenada, uma vez que ele estava sob a idade canônica.
Em 1845, ele começou a servir de assessor do abade Carlo Antonio Buglio e viajou com ele enquanto este fazia visitas aos conventos de Caltanissetta e Catania. O Capítulo Geral, em 1847, viu Buglio - e Dusmet o acompanhou - se mudar para o convento de San Flavio, em Caltanissetta. Dusmet serviu como prior do convento Santi Severino e Sossio em Nápoles, de 12 de junho de 1850 a maio de 1852 (durante o Capítulo Geral em Montecassino), quando foi nomeado prior do convento de San Flavio em Caltanissetta. Ele ocupou esse cargo até 1858, quando o Capítulo Geral em Perúgia o nomeou abade para o convento de San Nicolò l'Arena. Mas ele não pôde mais ocupar essa posição em 15 de outubro de 1866, depois que o reino italiano foi estabelecido, com o estado confiscando todas as propriedades religiosas.

### Episcopado e cardinalato
Foi nomeado arcebispo de Catania em 1867 e recebeu sua consagração episcopal em 10 de março na Basílica de São Paulo Extramuros, em Roma, de Antonio Saverio De Luca. Pietro Giannelli e Giuseppe Maria Papardo del Parco serviram como co-consagradores. Dusmet emitiu sua primeira carta pastoral aos fiéis em 14 de março. Ele serviu como Pai do Conselho no Concílio Vaticano I que o Papa Pio IX convocaram. Dusmet não pôde assumir a posse formal de sua visão episcopal, já que a nova situação política com o reino viu o governo aprovar os bispos antes da entronização formal. O governo não concedeu a Dusmet o "exequatur" até 1878, quando ele foi entronizado em Catania. Dusmet foi posteriormente elevado ao cardinalado em 1889, com o Papa Leão XIII o nomeando o Cardeal-Sacerdote de Santa Pudenziana . Ele não recebeu o chapéu vermelho e o título até uma semana após sua elevação.
Dusmet era amigo íntimo do cardeal siciliano e servo de Deus Giuseppe Guarino e também conhecia a serva de Deus Giuseppina Faro. Dusmet também foi premiado como Grã-Cruz Cavaleiro da Ordem do Santo Sepulcro e também recebeu a Medalha de Ouro pelos Benefícios da Saúde Pública em 23 de novembro de 1889 em Roma devido a seus esforços em ajudar os doentes nas epidemias de cólera .

### Morte

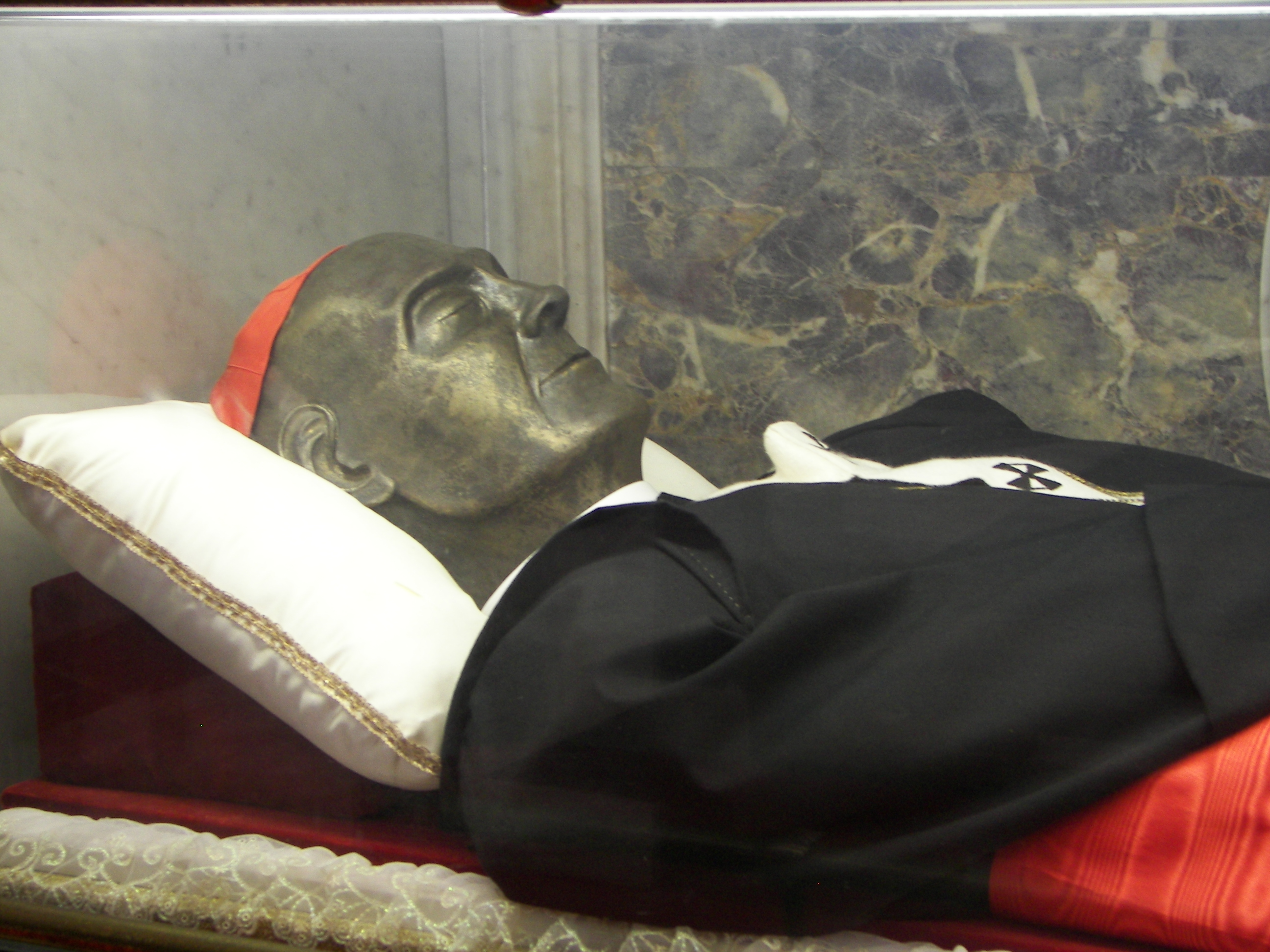

Dusmet morreu em 4 de abril de 1894 por volta das 22:30 e foi enterrado na capela da Confraternita dei Bianci em um funeral em 6 de abril que começou às 10:00 e terminou com seu enterro às 16:30. Ele adoecera no início de 1894 e, em 2 de abril, deixou instruções para não ser embalsamado e realizar um funeral simples. Em 4 de abril, as tentativas de respiração artificial foram interrompidas quando os médicos disseram que a morte de Dusmet era iminente. Suas palavras finais ecoaram as de Jesus Cristo : "está consumado". Suas relíquias foram posteriormente traduzidas para a Catedral de Catania, em maio de 1904. O cardeal Alfredo Ildefonso Schuster - futuro abençoado e beneditino - revelou um monumento dedicado a Dusmet em Catania em 1935.

## Beatificação
O processo para a beatificação de Dusmet foi aberto em Catania, em uma fase informativa de investigação, iniciada em 7 de janeiro de 1931 e encerrada em 1937, antes dos teólogos aprovarem seus escritos espirituais em 5 de fevereiro de 1941. Dois processos adicionais foram realizados com um em Turim, em 1936 e outro em Monte Cassino, de 1935 a 1937. A introdução formal à sua causa ocorreu sob o Papa Pio XII em 2 de janeiro de 1949, que intitulou Dusmet como servo de Deus. Um processo apostólico foi realizado posteriormente em Catania, de 1949 a 1951. A Congregação para os Ritos validou os dois processos em Roma em um decreto emitido em 17 de março de 1954 e a causa passou por três órgãos para aprovação. A primeira foi a congregação pré-preparatória que avaliou e aprovou a causa em 1 de março de 1960, com uma segunda reunião preparatória em 15 de dezembro de 1964. A última comissão geral reuniu-se e aprovou a causa pouco depois em 18 de maio de 1965.
A confirmação de sua vida de virtude heróica em 15 de julho de 1965 levou o Papa Paulo VI a nomear Dusmet como Venerável.
A beatificação de Dusmet dependia então da confirmação papal de um milagre atribuído à sua intercessão. Um desses casos foi investigado em Catania e enviado a oficiais em Roma para avaliação adicional após a fase diocesana concluída em 7 de dezembro de 1987. A Congregação para as Causas dos Santos aprovou a investigação diocesana e a validou em 5 de março de 1988 com a aprovação de especialistas médicos (unânime). votar) a natureza milagrosa da cura em 1 de junho de 1988. Os teólogos se reuniram (aprovação unânime) em 1 de julho de 1988 e os membros do cardeal e bispo da CCS também afirmaram a cura como um milagre em 19 de julho de 1988.
A confirmação papal desse milagre veio do Papa João Paulo II em 1 de setembro de 1988, que presidiu a beatificação de Dusmet na Praça de São Pedro em 25 de setembro de 1988.

### Milagre da beatificação
O milagre que levou à sua canonização foi a cura de Salvatore Consoli (18.02.1886-16.11.1971), que caiu de uma escada de 51 anos e contraiu febre alta e dor aguda na coluna vertebral. Ele foi hospitalizado dois meses depois, e um mês depois foi encontrado com uma condição grave em que havia destruição parcial da coluna vertebral. A condição de Consoli piorou, mas foram feitos apelos a Dusmet para a cura - a dor cessou e sua febre desapareceu com a coluna se restaurando. Consoli morreu de câncer no estômago décadas depois.